# فريغولا
فريغولا (Fregula) هو نوع من المعكرونة منشأها جزيرة سردينيا. وتشبه الطبق الشمال أفريقي: بيركوكس والمفتول الفلسطيني. تأتي في أحجام مختلفة، ولكن عادة ما يتم فرد عجينة السميد إلى كرات ذات قطر 2-3 ملم ثم تحمص في الفرن.
التحضير التقليدي للفريغولا  هو طبخها على نار هادئة مع صوص طماطم و محار.

## وصلات خارجية
- Fregula con Arselle
- Nibble on Mario Batali's Charred Sweet Corn and Fregula" (Jul 30, 2013) New Haven Register